# Perlgräser
Die Perlgräser (Melica) sind eine Pflanzengattung innerhalb der Familie der Süßgräser (Poaceae). Die etwa 96 Arten sind in den gemäßigten Gebieten fast weltweit verbreitet.

## Beschreibung

### Vegetative Merkmale
Die Perlgras-Arten sind ausdauernde krautige Pflanzen und erreichen Wuchshöhen von bis zu 1 Meter. Sie bilden Horste oder lockere Rasen, oft mit unterirdischen Ausläufern. Die Halme sind im vegetativen Bereich unverzweigt; die Knoten und Internodien sind meist kahl. Die einfachen Laubblätter sind flach oder gefaltet und bis zu 30 Zentimeter lang. Das Blatthäutchen ist ein häutiger Saum, der aber sehr kurz sein kann. 

### Generative Merkmale
Der Blütenstand ist eine endständige Rispe oder Traube. Oft liegen die primären Verzweigungen des Blütenstandes der Achse an und so ist die Rispe im Umriss walzenförmig, seltener sind sie ausgebreitet (z. B. bei Melica uniflora). Die Ährchen enthalten eine bis sieben fertile Blüten und an der Spitze meist noch weitere sterile Blüten. Die Hüllspelzen sind beide fast gleich und oft etwa so lang wie das Ährchen. Die Deckspelzen der fertilen Blüten sind 7- bis 13-nervig, kahl oder am Rande behaart, am oberen Rand abgerundet oder spitz, aber meist ohne eine Granne (selten bis 12 mm lang begrannt). Die Vorspelzen sind zweinervig und kürzer oder so lang wie die Deckspelzen. Die Anzahl der Staubblätter ist meist drei.
Die Karyopsen sind kahl.

## Standorte
Die Melica-Arten sind an unterschiedliche Standorte der gemäßigten Zone angepasst. Einige wie Melica nutans gedeihen in Wäldern. Andere Arten wie Melica przewalskyi besiedeln lichtoffene Bereiche des Graslandes und Almen. Etliche europäische Arten wie Melica ciliata gedeihen in felsigem Gelände, was auf ihre Präferenz für chemische Bodeneigenschaften wie pH-Wert und Kationenzusammensetzung an Al und Mn zurückgeht. Einige wenige besiedeln höhere Gebirgsregionen. Weitere Arten mit einer hohen Silicat-Einlagerungsrate bevorzugen Küstengebiete.

## Systematik und Verbreitung

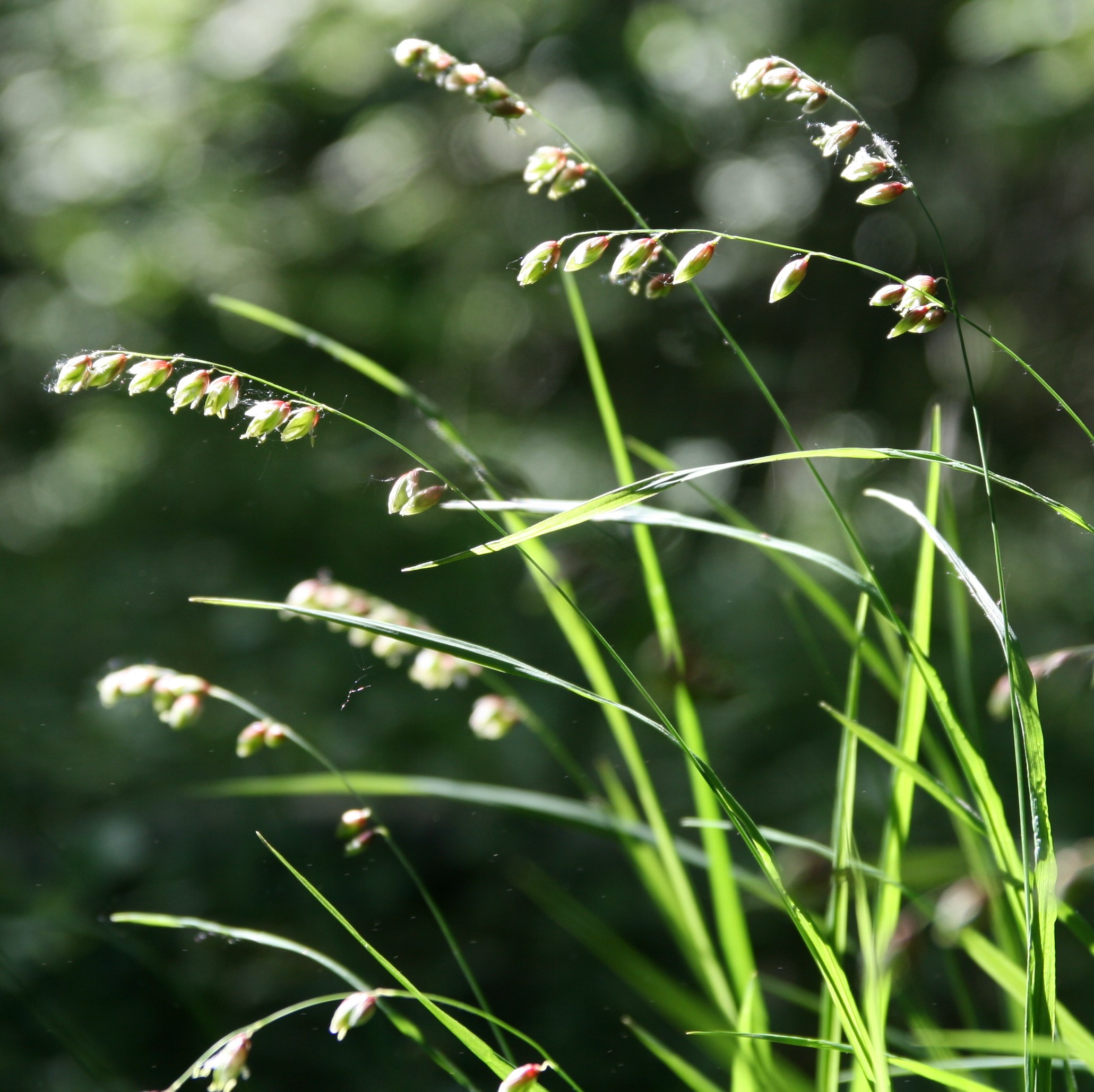
Sektion Melica: Nickendes Perlgras (Melica nutans)

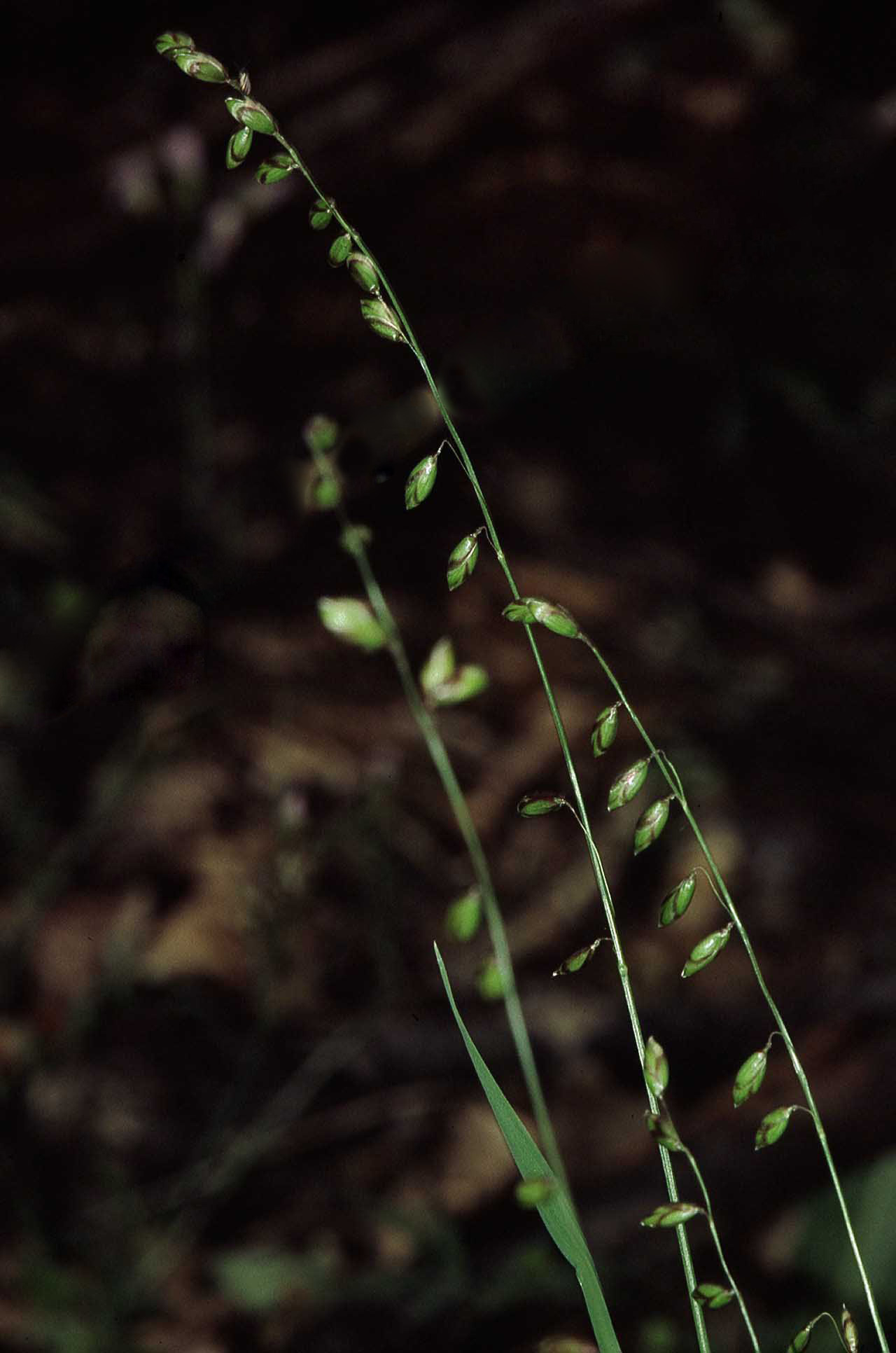
Sektion Melica: Buntes Perlgras (Melica picta)

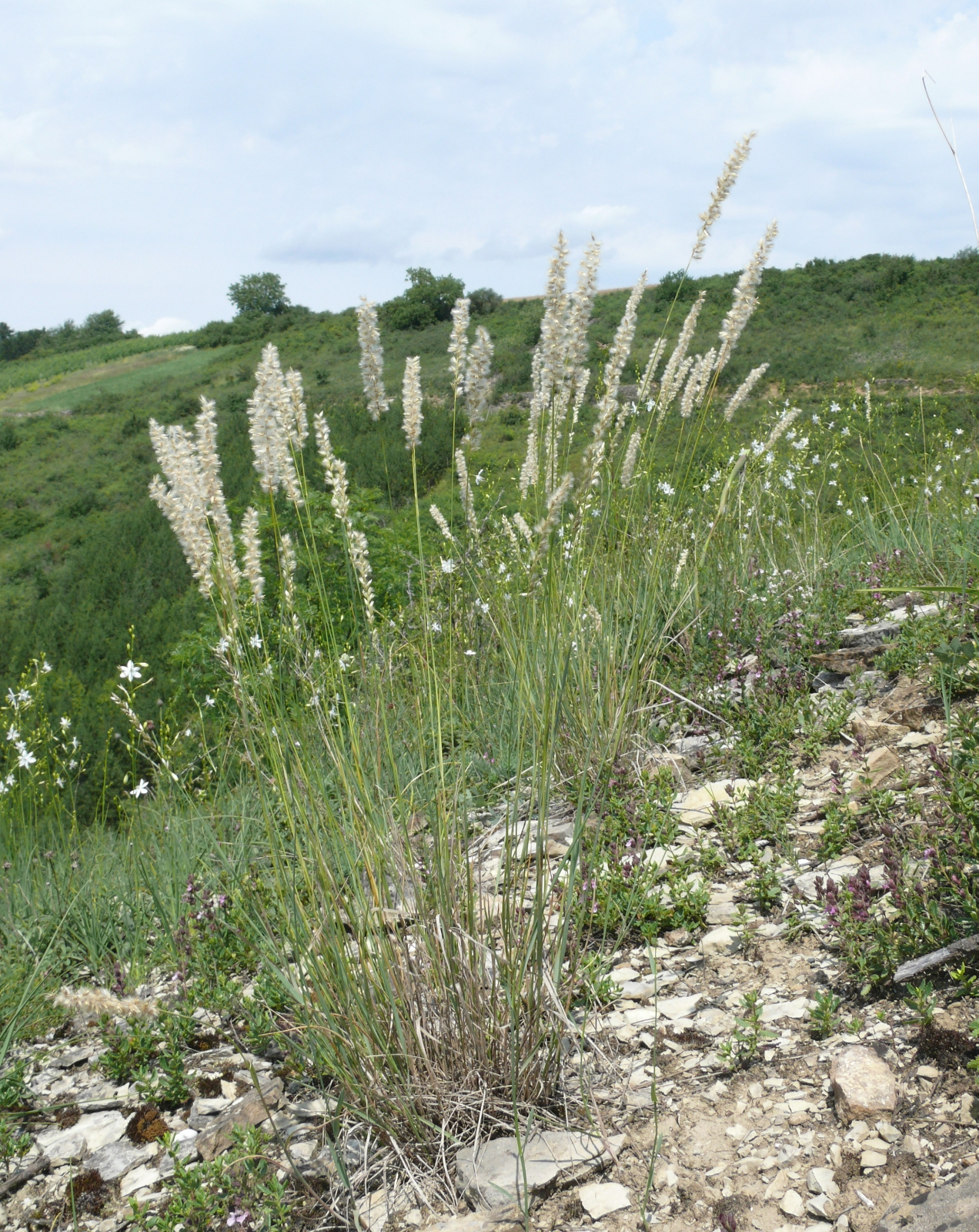
Sektion Dalycum: Wimper-Perlgras (Melica ciliata)

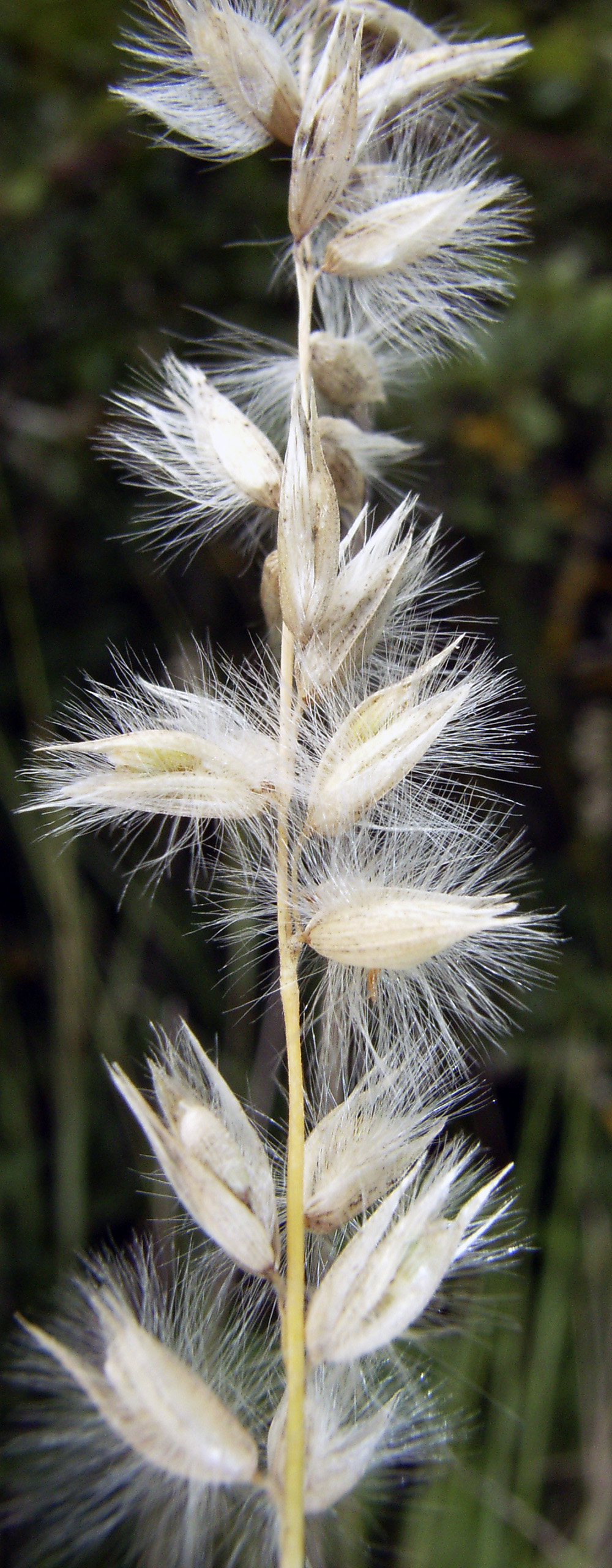
Sektion Dalycum: Wimper-Perlgras (Melica ciliata)

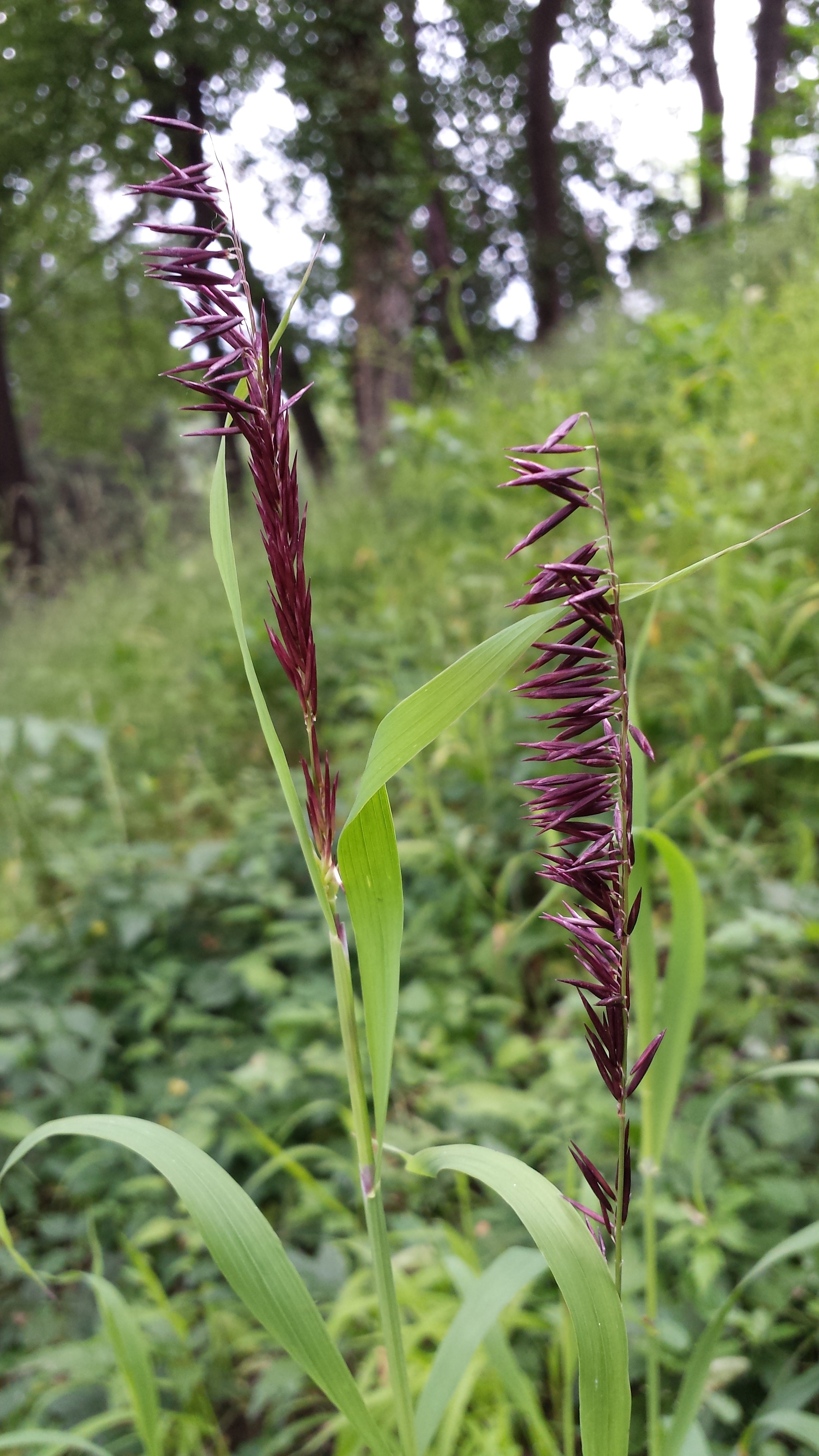
Sektion Altimelica: Hohes Perlgras (Melica altissima)

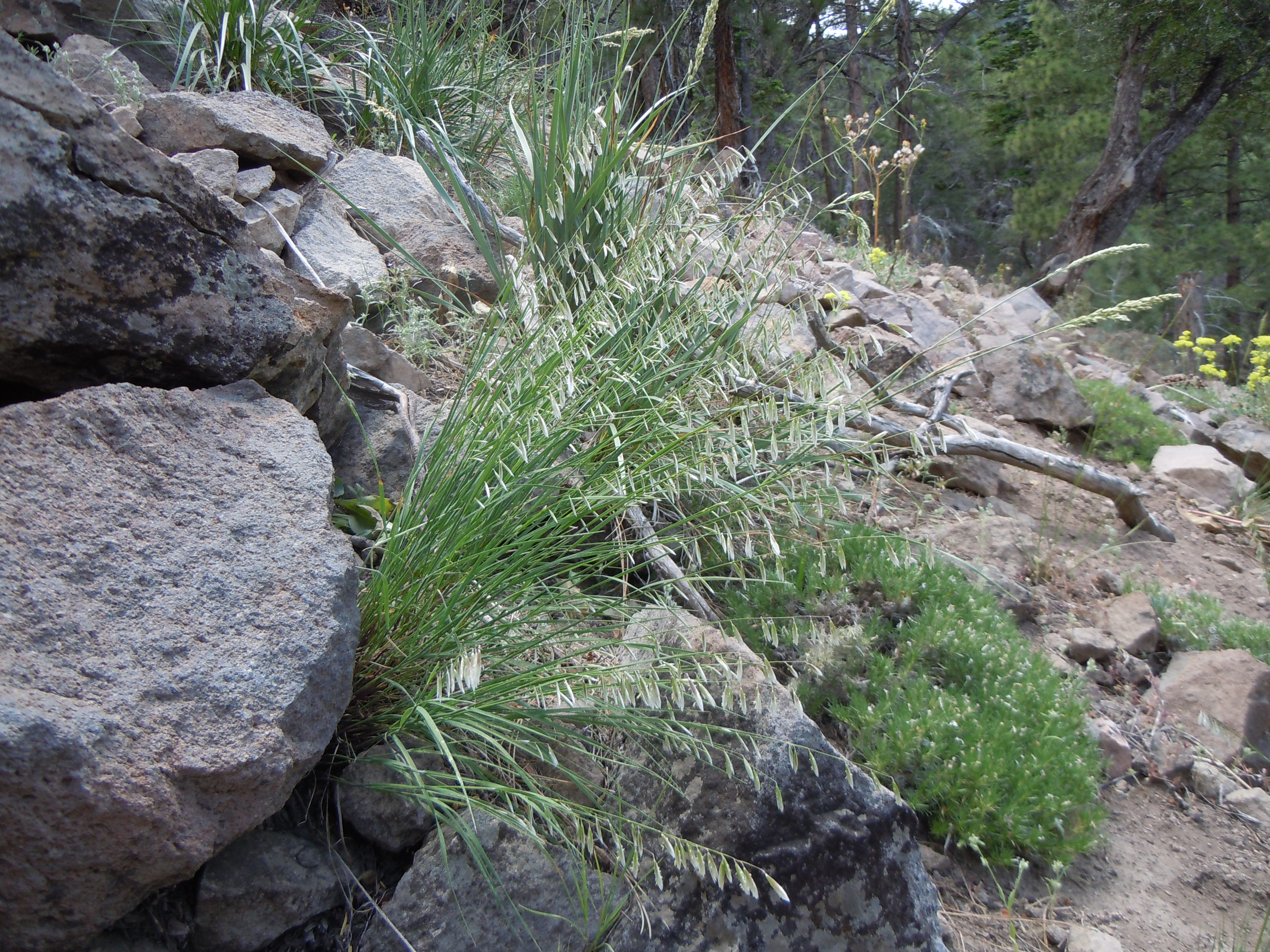
Sektion Melicella: Melica stricta

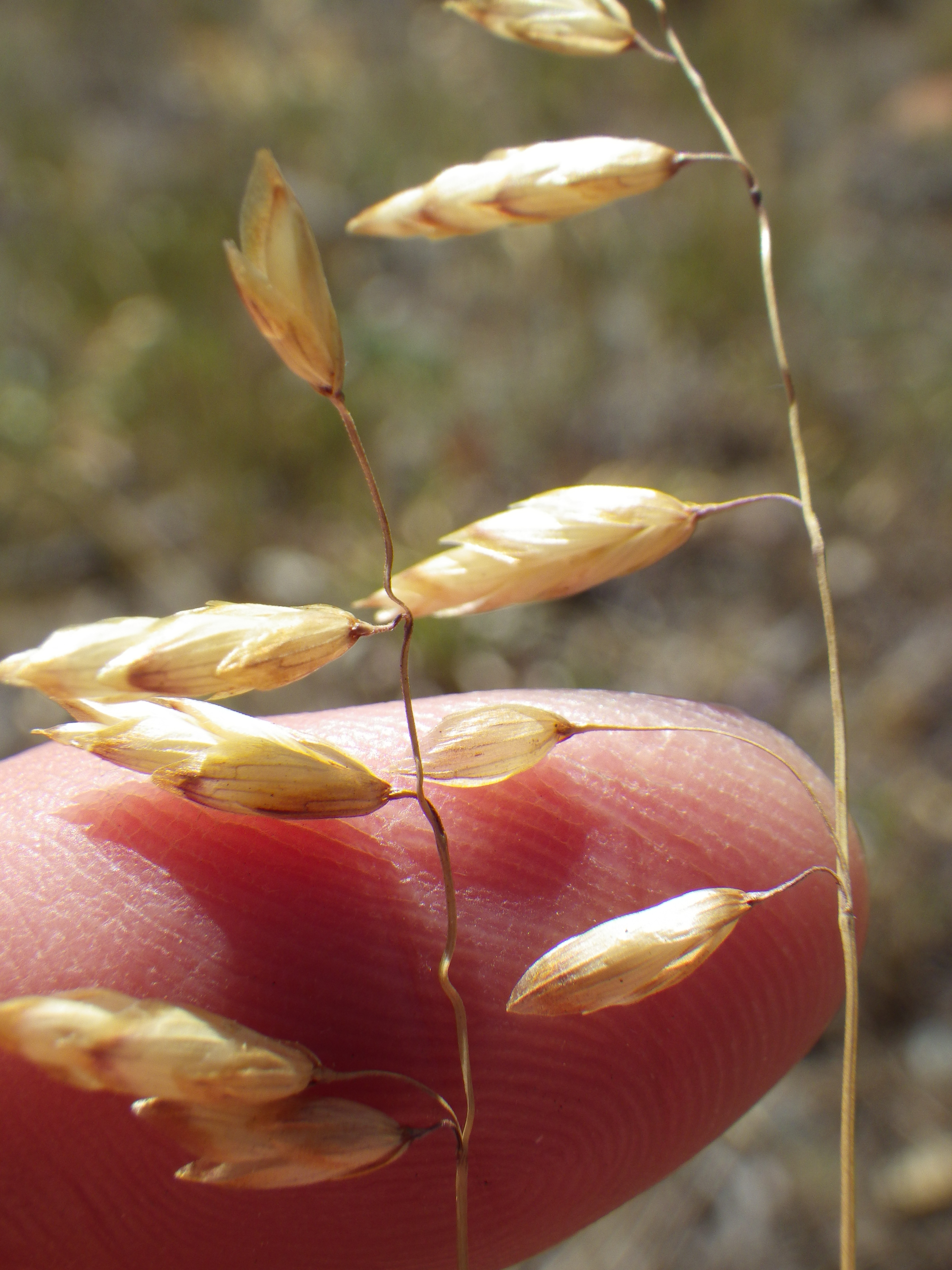
Sektion Bromelica: Melica spectabilis

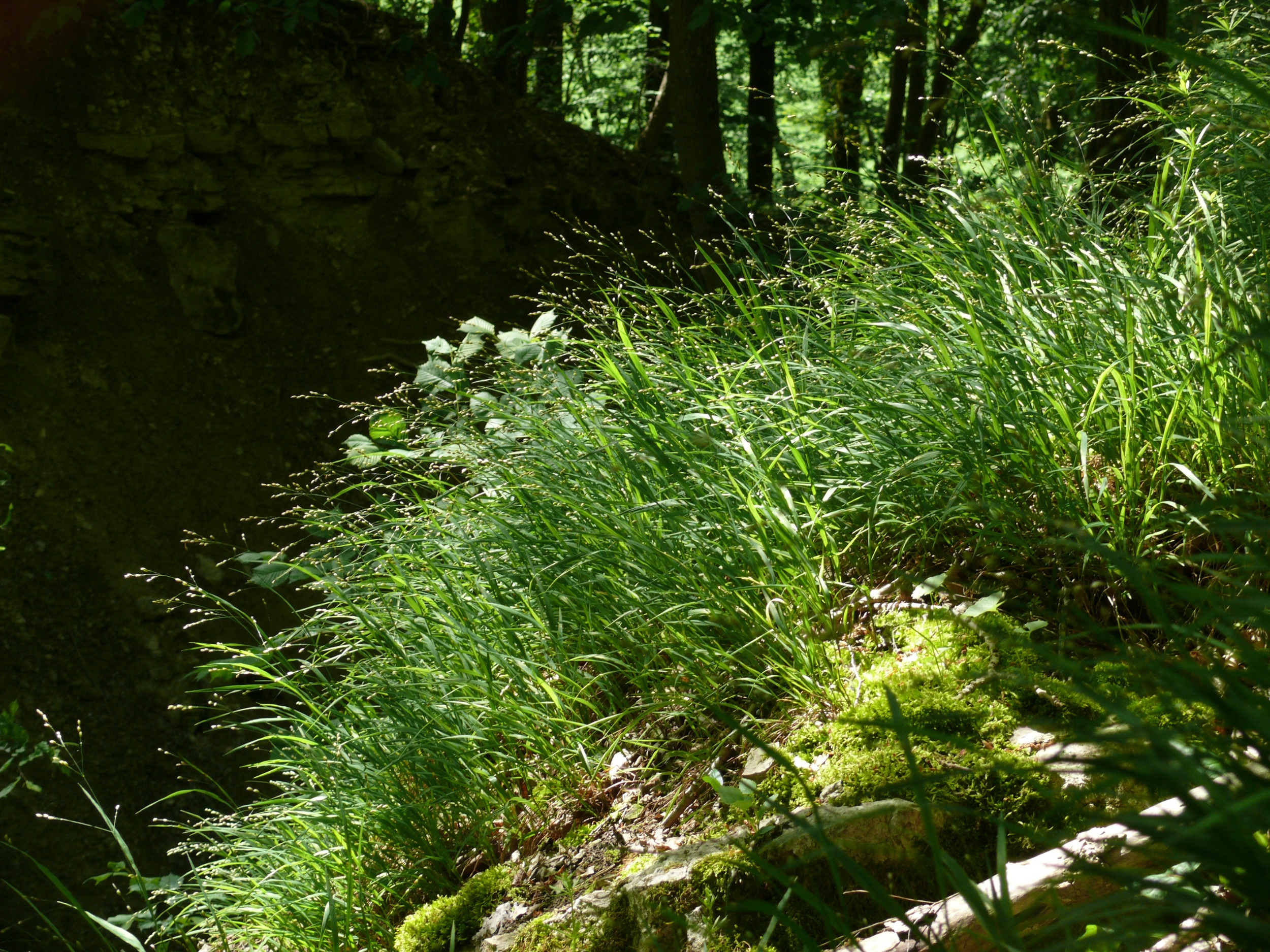
Sektion Husnotchloa: Einblütiges Perlgras (Melica uniflora)

Die Gattung Melica wurde durch Carl von Linné aufgestellt. Typusart ist  Melica nutans L.
Die Melica-Arten kommen in den gemäßigten Gebieten fast weltweit vor, fehlen aber in Australien. Einige Arten sind nur regional vertreten, so Melica persica im Iran, Pakistan, Afghanistan, Irak, Turkmenistan und Zentralasien.
Es gibt weltweit 96 Melica-Arten. Die Gattung Melica wird in zwei Untergattungen untergliedert, die in Sektionen sowie Untersektionen weiter unterteilt werden:
- Untergattung Melica:
  - Sektion Melica:
    - In Europa, Nordafrika und Vorderasien vorkommende Arten:[8]
      - Melica minor Boiss., kommt nur selten im Kaukasus vor.
      - Nickendes Perlgras[9] (Melica nutans L.): Sie ist im gemäßigten und borealen Eurasien verbreitet.
      - Buntes Perlgras (Melica picta K.Koch): Ihr Areal ist disjunkt in Mittel- und Osteuropa bis zum Kaukasus.

    - In Zentral- und Ostasien vorkommende Arten:[8]
      - Melica grandiflora Koidz., kommt im gemäßigten Ostasien vor.
      - Melica scabrosa Trin. ex Bunge, kommt im gemäßigten Ostasien von Tibet bis Korea vor.

    - In Nordamerika vorkommende Arten:[10]
      - Melica mutica Walter: Sie ist von Maryland und Florida westwärts bis Iowa und Texas verbreitet.
      - Melica nitens (Scribn.) Nutt. ex Piper, reicht von Minnesota bis Pennsylvania und südwestwärts bis Texas und Mexiko[11].
      - Melica porteri Scribn.: Sie ist von Colorado und Arizona bis zentralen Texas und ins nördliche Mexiko verbreitet.[12]

  - Sektion Agonomelica (Honda) W.Hempel:
    - In Zentral- und Ostasien vorkommende Arten:[8]
      - Melica longiligulata Z.L.Wu, mit Heimat in Sichuan.
      - Melica onoei Franch. & Sav., weit verbreitet in Japan, Korea, Zentral- und Südchina sowie in Kaschmir.
      - Melica przewalskyi Roschev., kommt in Zentralchina und in Tibet vor.
      - Melica schuetzeana W.Hempel, in Zentral- und Südchina beheimatet.
      - Melica taylori W.Hempel, kommt nur in Tibet vor.
      - Melica virgata Turcz. ex Trin.: Sie ist im südöstlichen Sibirien,[13] in der Mongolei und in Zentralchina bis Tibet weitverbreitet.
      - Melica yajiangensis Z.L.Wu: Sie gedeiht an Berghängen in Höhenlagen von etwa 2700 Metern nur in Sichuan vor.[13]

  - Sektion Dalycum Dumort.:
    - In Europa, Nordafrika und Vorderasien vorkommende Arten:[8]
      - Melica bocquetii Talavera, kommt nur in den Gebirgen Südspaniens vor.
      - Wimper-Perlgras[9] (Melica ciliata L.): Sie ist in Süd- und Mitteleuropa, Nordafrika ostwärts bis zum Kaspischen Meer verbreitet.
      - Melica cretica Boiss. & Heldr., in den Gebirgen des östlichen Mittelmeerraumes.
      - Melica cupanii Guss., kommt in den Gebirgen Süditaliens, Siziliens, Südspaniens und Nordafrikas vor.
      - Melica jacquemontii Decne.: Das Hauptverbreitungsgebiet liegt in den zentralasiatischen Gebirgen, westwärts bis Ostanatolien.
      - Melica persica Kunth: Das Hauptverbreitungsgebiet liegt in den zentralasiatischen Gebirgen und im iranischen Hochland, westwärts bis zur Levante und bis Südanatolien.
      - Siebenbürgisches Perlgras (Melica transsilvanica Schur), kommt vom östlichen Süd- und Mitteleuropa bis Zentralasien vor.
      - Melica trebinjensis Strobl, kommt sehr selten in der Herzegowina und in Albanien vor.

    - In Südamerika verbreitete Art:
      - Melica arzivencoi Valls & Barcellos, mit Heimat Brasilien.[11]

    - In Südlichen Afrika verbreitete Arten:[14]
      - Melica decumbens Thunb.: Sie ist in Südafrika und Lesotho verbreitet.[15]
      - Melica racemosa Thunb.: Sie ist in Südafrika und Lesotho verbreitet.[16]

  - Sektion Altimelica W.Hempel
    - In Europa, Nordafrika und Vorderasien vorkommende Art:
      - Hohes Perlgras (Melica altissima L.): Sie kommt von Österreich und Südosteuropa bis zum Kaukasus, Sibirien und Zentralasien vor.[8]

    - In Zentral- und Ostasien verbreitete Arten:[8]
      - Melica schafkati Bondarenko, ist ein Endemit des Tien-Schan.[12]
      - Melica turczaninowiana Ohwi: Sie ist in der Mongolei, Nordkorea, Russlands Fernen Osten, im östlichen Sibirien und in den chinesischen Provinzen Hebei, Heilongjiang, Henan, Nei Mongol sowie Shanxi weitverbreitet.[13]

    - In Südamerika verbreitete Arten:[11]
      - Melica sarmentosa Nees, mit Heimat in  Argentinien, Brasilien, Uruguay, Paraguay und Bolivien.
      - Melica scabra Kunth, verbreitet in  Kolumbien, Ecuador, Peru und Bolivien.

  - Sektion Melicella Camus ex W.Hempel:
    - In Europa, Nordafrika und Vorderasien vorkommende Arten:[8]
      - Melica amethystina Pourr. (Syn. Melica bauhinii All.), kommt im westlichen Mittelmeergebiet vor.
      - Mittelmeer-Perlgras (Melica minuta L.), kommt im Mittelmeergebiet und auf den Kanarischen Inseln vor.

    - In Zentral- und Ostasien verbreitete Arten:[8]
      - Melica kozlovii Tzvelev: Sie kommt von Qinghai bis in die Mongolei vor.[12]
      - Melica secunda Regel: Sie kommt von Afghanistan bis ins nördliche China und in den westlichen Himalaja vor.[12]
      - Melica subflava Z.L.Wu: Sie gedeiht an grasigen Berghängen in Höhenlagen von etwa 3600 Metern nur in der chinesischen Provinz Qinghai.[13]
      - Melica tangutorum Tzvelev: Sie gedeiht in Höhenlagen von 1500 bis 3200 Metern in der Mongolei und in den chinesischen Provinzen Gansu, Qinghai sowie Sichuan.[13]
      - Melica tibetica Roshev.: Sie gedeiht in Höhenlagen von 3500 bis 4300 Metern in den chinesischen Provinzen Nei Mongol (Alxa Youqi), Qinghai, Sichuan sowie in Tibet.[13]

    - In der Neuen Welt verbreitete Arten:
      - Melica montezumae Piper: Sie kommt im westlichen Texas und im angrenzenden Mexiko vor.[10]
      - Melica stricta Bol.: Sie kommt in den US-Bundesstaaten Utah, Nevada, Oregon und Kalifornien vor.[12]

    - In Südamerika verbreitete Arten:[11]
      - Melica argentata E. Desv.: Sie kommt nur in Chile vor.
      - Melica argyrea Hack.: Sie kommt in Argentinien, Uruguay und Brasilien vor.
      - Melica bonariensis Parodi: Sie kommt nur in Argentinien vor.
      - Melica brasiliana Ard.: Sie kommt in Argentinien, Brasilien und Uruguay vor.
      - Melica brevicoronata Roseng., B.R.Arrill. & Izag.: Sie kommt nur in Brasilien vor.
      - Melica chilensis J. Presl: Sie kommt in Argentinien und Bolivien vor.[11][14]
      - Melica commersonii Nees ex Steud.: Sie kommt in Chile vor.
      - Melica decipiens Caro: Sie kommt in Argentinien, Brasilien und Uruguay vor.
      - Melica eremophila Torres: Sie kommt in  Argentinien, Brasilien, Uruguay und Bolivien vor.
      - Melica glabrescens (Torres) Torres: Sie kommt in Argentinien vor.
      - Melica hunzikeri Nicora, kommt nur in Argentinien vor.
      - Melica hyalina Döll, mit Heimat in Argentinien, Brasilien und Uruguay.
      - Melica lilloi Bech., kommt nur in Argentinien vor.
      - Melica longiflora Steud., kommt nur in Chile vor.
      - Melica mollis Phil., kommt nur in Chile vor.
      - Melica parodiana Torres, kommt in Argentinien und in Uruguay vor.
      - Melica patagonica Parodi, kommt nur in Argentinien vor.
      - Melica paulsenii Phil., ein Endemit Chiles.
      - Melica poecilantha E.Desv., kommt nur in Chile vor.
      - Melica rigida Cav., in Argentinien, Brasilien und Uruguay.
      - Melica riograndensis Longhi-Wagner & Valls, kommt nur in Brasilien vor.
      - Melica spartinoides L.B. Sm., kommt nur in Brasilien vor.
      - Melica stuckertii Hack., ist in Argentinien und Bolivien verbreitet.
      - Melica tenuis Hack. & Arechav., kommt in Argentinien, Brasilien und Uruguay vor.
      - Melica violacea Cav., ist in ihrer Verbreitung auf Chile beschränkt.

  - Sektion Macrae W.Hempel:
    - Melica macra Nees, mit Heimat in Argentinien, Uruguay und Brasilien.[11]

  - Sektion Penicillaris W.Hempel:
    - Melica penicillaris Boiss. & Balansa, kommt nur in Anatolien vor.[8]
- Untergattung Bulbimelica W.Hempel:
  - Sektion Bromelica (Thurber) Hitchcock:
    - In Nordamerika verbreitete Arten:[10]
      - Melica aristata Thurb. ex Bol., ist an der Westküste der USA von Washington bis Südkalifornien verbreitet.
      - Melica bulbosa Geyer ex Porter & J.M.Coult., ist im gemäßigten westlichen Nordamerika verbreitet.
      - Melica californica Scribn., kommt in Oregon und Kalifornien vor.
      - Melica frutescens Scribn., wächst im südlichen Kalifornien, in Arizona und im angrenzenden Mexiko.
      - Melica fugax Bol., ihr Verbreitungsgebiet reicht von British Columbia bis Kalifornien und ostwärts bis Nevada und Idaho.
      - Melica geyeri Munro, kommt in Oregon und Kalifornien vor.
      - Melica harfordii Bol., wächst an der Pazifikküste von Vancouver Island bis Kalifornien.
      - Melica hitchcockii B. Boivin: Dieser Endemit kommt nur in Alberta vor.[11]
      - Melica smithii (Porter ex A.Gray) Vasey, besitzt ein disjunktes Verbreitungsgebiet von British Columbia und Alberta südwärts bis Oregon und Wyoming einerseits und von den Großen Seen bis ins westliche Quebec andererseits.
      - Melica spectabilis Scribn., kommt im westlichen Nordamerika vor.
      - Melica subulata (Griseb.) Scribn. kommt im westlichen Nordamerika von den Aleuten und Alaska bis Kalifornien vor.

    - In Südamerika verbreitete Art:
      - Melica cepacea (Phil.) Scribn., ist die einzige Art der Sektion in Chile.[11]

  - Sektion Husnotchloa Tzvelev:
    - In Europa, Nordafrika und Vorderasien vorkommende Arten:[8]
      - Melica rectiflora Boiss. & Heldr.: Sie kommt nur auf dem Peloponnes, auf Kreta, Karpathos und Amorgos vor.
      - Einblütiges Perlgras[9] (Melica uniflora Retz.): Sie ist im gemäßigten bis submeridionalen Europa sowie mit wenigen Vorposten in Nordwestafrika verbreitet und reicht im Osten bis zum Kaukasus und zum Elbrus-Gebirge.

    - In Nordamerika verbreitete Arten:[10]
      - Melica imperfecta Trin.: Sie kommt im westlichen Nordamerika von Kalifornien und dem südlichen Nevada bis Baja California vor.
      - Melica torreyana Scribn.: Sie kommt nur in Kalifornien vor.

Ohne Zuordnung zu einer Sektion:
- Melica animarum Muj.-Sall. & M.Marchi: Sie wurde 2005 aus Uruguay erstbeschrieben.[12]
- Melica chatkalica Lazkov & Usupbaev: Sie wurde 2017 aus Kirgisistan erstbeschrieben.[12]
- Melica serrana Muj.-Sall. & M.Marchi: Sie wurde 2005 aus Uruguay erstbeschrieben.[12]
- Melica smirnovii Tzvelev: Sie wurde 2012 erstbeschrieben und kommt im europäischen Russland vor.[12]
- Melica teneriffae Hack. ex Christ: Dieser Endemit kommt nur auf den Kanarischen Inseln vor.[12]

Folgende Naturhybride sind anerkannt:
- Melica ×aschersonii M.Schulze  = Melica nutans × Melica picta
- Melica ×haussknechtii W.Hempel  = Melica ciliata × Melica persica
- Melica ×thuringiaca Rauschert  = Melica ciliata × Melica transsilvanica
- Melica ×tzvelevii W.Hempel  = Melica altissima × Melica ciliata
- Melica ×weinii W.Hempel  = Melica nutans × Melica uniflora